# Eirenis rothii
Espèce
Synonymes
- Eirenis rothi Jan, 1863

Statut de conservation UICN

 LC  : Préoccupation mineure
Eirenis rothii est une espèce de serpents de la famille des Colubridae.

## Répartition
Cette espèce se rencontre en Israël, en Jordanie, au Liban, en Syrie et en Turquie.

## Description
Dans sa description Jan indique que le spécimen en sa possession mesure environ 50 cm et présente une queue incomplète.

## Étymologie
Son nom d'espèce, rothii, lui a été donné en l'honneur du naturaliste Roth.

## Publication originale
- Jan, 1863 : Enumerazione sistematica degli ofidi appartenenti al gruppo Coronellidae. Archivio per la zoologia, l'anatomia e la fisiologia, vol. 2, n. 2, p. 213-330 (texte intégral).